# Copiula major
Copiula major és una espècie de granota de la família Microhylidae que viu a Indonèsia i, possiblement també, a Papua Nova Guinea.
Està amenaçada d'extinció per la pèrdua del seu hàbitat natural.